# Lomandra patens
Lomandra patens là một loài thực vật có hoa trong họ Măng tây. Loài này được A.T.Lee mô tả khoa học đầu tiên năm 1962.